# Östra Herrestadsmästaren

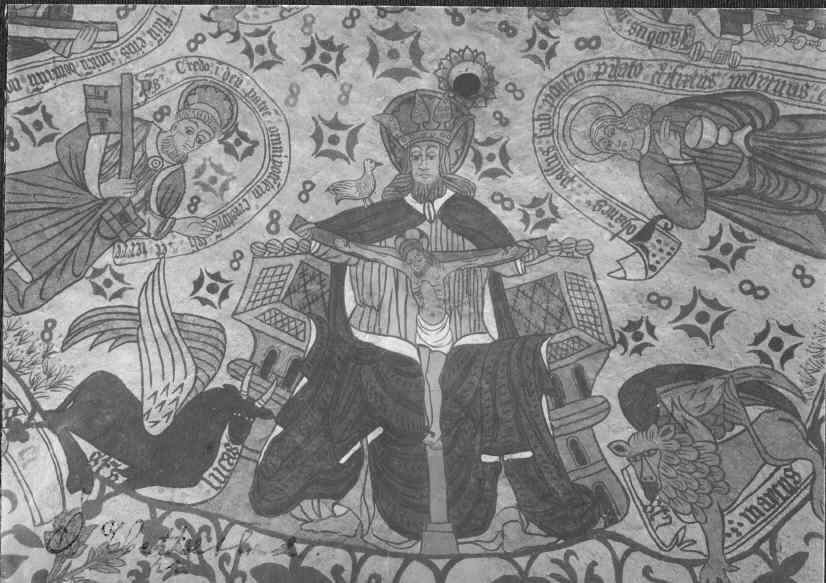
Östra Herrestads kyrka

Östra Herrestadsmästaren, eller Östra Herrestadsgruppen, var en anonym skånsk kalkmålare som var verksam under andra hälften av 1400-talet. Han har fått sitt namn från Östra Herrestads kyrka i Simrishamns kommun.
Östra Herrestadsmästaren har även utfört kalkmålningar i den medeltida kyrkan Östra Ingelstads kyrka och troligen även i Kyrkoköpinge kyrka.
Mästarens bildserie i kyrkan börjar med Genesisbilder och det himmelska och avslutas vid utgången ur kyrkan med motiv från syndafallet och utdrivandet ur paradiset, så att man skall se kyrkan som det himmelska och att man går ut till det profana och synden. Han antas även ha avbildat kyrkans donator i bildsviten, på gränsen till himlavalvets öppnande.

## Kyrkor smyckade av Östra Herrestadsmästaren
- Kyrkoköpinge kyrka
- Östra Herrestads kyrka
- Östra Ingelstads kyrka